# Ličko Lešće
Ličko Lešće (do roku 1970 pouze Lešće) je vesnice v Chorvatsku v Licko-senjské župě. Je součástí opčiny města Otočac, od něhož se nachází asi 8 km jihovýchodně. V roce 2011 zde trvale žilo 709 obyvatel.
Vesnice leží na silnici D50, kolem vesnice protéká řeka Gacka. Blízko prochází dálnice A1, na níž se zde nachází stejnojmenná odpočívka Ličko Lešće.

## Sousední sídla
| Růžice kompasu | Čovići       |       | Sinac    | Růžice kompasu |
| Růžice kompasu |              | Sever | Ramljani | Růžice kompasu |
| Růžice kompasu | Ličko Lešće  |       | Ramljani | Růžice kompasu |
| Růžice kompasu | Jih          |       | Ramljani | Růžice kompasu |
| Růžice kompasu | Donji Kosinj | Krš   |          | Růžice kompasu |